# Aartsbisdom Kisumu

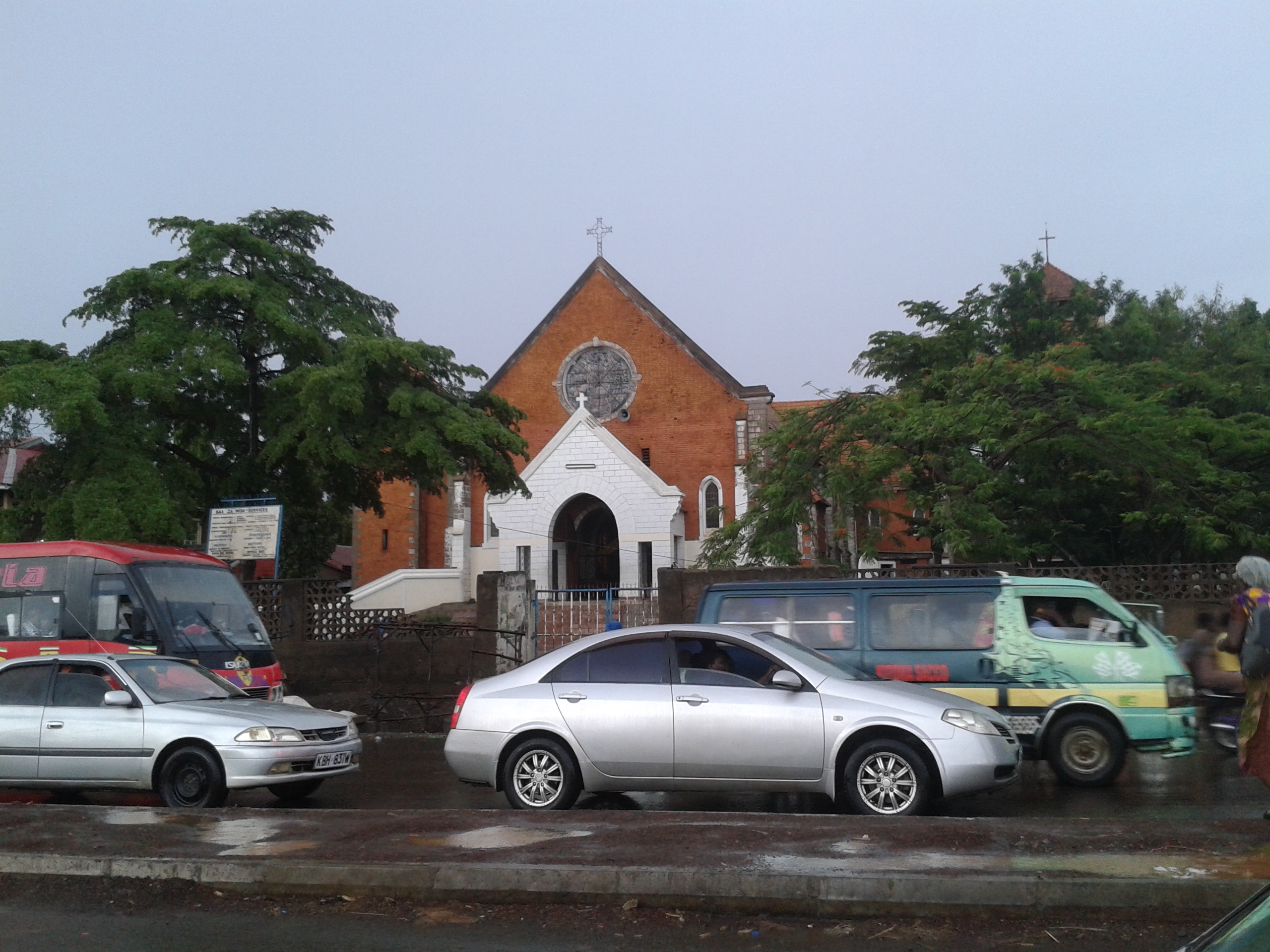
De Sint-Theresia-van-Lisieuxkathedraal van Kisumu

Het aartsbisdom Kisumu (Latijn: Archidioecesis Kisumuensis) is een rooms-katholiek aartsbisdom met als zetel Kisumu in het westen van Kenia. 
In 1932 werd Kisumu een apostolisch vicariaat en in 1953 een bisdom. In 1990 werd het verheven naar een aartsbisdom. Zacchaeus Okoth, bisschop van Kisumu sinds 1978, werd de eerste aartsbisschop. 
Kisumu heeft zeven suffragane bisdommen:
- Bisdom Bungoma
- Bisdom Eldoret
- Bisdom Homa Bay
- Bisdom Kakamega
- Bisdom Kisii
- Bisdom Kitale
- Bisdom Lodwar

In 2019 telde het aartsbisdom 56 parochies. Het bisdom heeft een oppervlakte van 4.616 km² en telde in 2019 2.878.000 inwoners waarvan 55,1% rooms-katholiek was. 

## Aartsbisschoppen
- Zacchaeus Okoth (1990-2018)
- Philip Arnold Subira Anyolo (2018-2021)
- Maurice Muhatia Makumba (2022-)